# Wojewódzkie Centrum Pediatrii Kubalonka w Istebnej

## Wojewódzkie Centrum Pediatrii Kubalonka w Istebnej
Samodzielny Publiczny Zespół Opieki Zdrowotnej, jednostka organizacyjna samorządu województwa śląskiego.

## Wojewódzki Zespół Leczniczo-Wychowawczy im. J. Piłsudskiego

### Historia budowy
Decyzja o budowie sanatorium, podjęta na uroczystym posiedzeniu Sejmu Śląskiego w Katowicach w listopadzie 1928 roku z okazji dziesięciolecia odzyskania niepodległości, była inicjatywą Śląskiego Urzędu Wojewódzkiego. W 1929 r. ogłoszono konkurs na projekt Zespołu. Zwycięzcami zostało małżeństwo Jadwiga Dobrzyńska oraz Zygmunt Łoboda. W 1930 roku rozpoczęto projektowanie, a następnie budowę zespołu sanatoryjnego na stokach Kubalonki w Istebnej. Inwestorem był Śląski Urząd Wojewódzki. Finanse pozyskano z dwóch źródeł – zasobów Urzędu i tzw. pożyczki amerykańskiej udzielonej przez konsorcjum banków USA. Naczelny nadzór budowlany sprawował Stefan Kaufman, natomiast kierownikiem technicznym był Tadeusz Noworyta.
Za wyborem miejsca przemawiało optymalne położenie na wysokości około 750 m n.p.m., równomierne nasłonecznienie tarasowo opadającego stoku, osłoniętego od północy i północnego zachodu dzięki naturalnym warunkom terenowym, mała wilgotność powietrza i otaczające teren rozległe lasy, w większości iglaste. Prace budowlane rozpoczęto w 1931, a zakończono w 1938 roku, lecz już w czerwcu 1937 r. obiekt przyjął pierwszych pacjentów. Końcowy koszt budowy wyniósł 2 450 000 zł. Powstał największy przed II wojną światową obiekt sanatoryjny w II Rzeczypospolitej, który miał w pewnej mierze odciążyć znaną wówczas z klimatycznych walorów Rabkę.

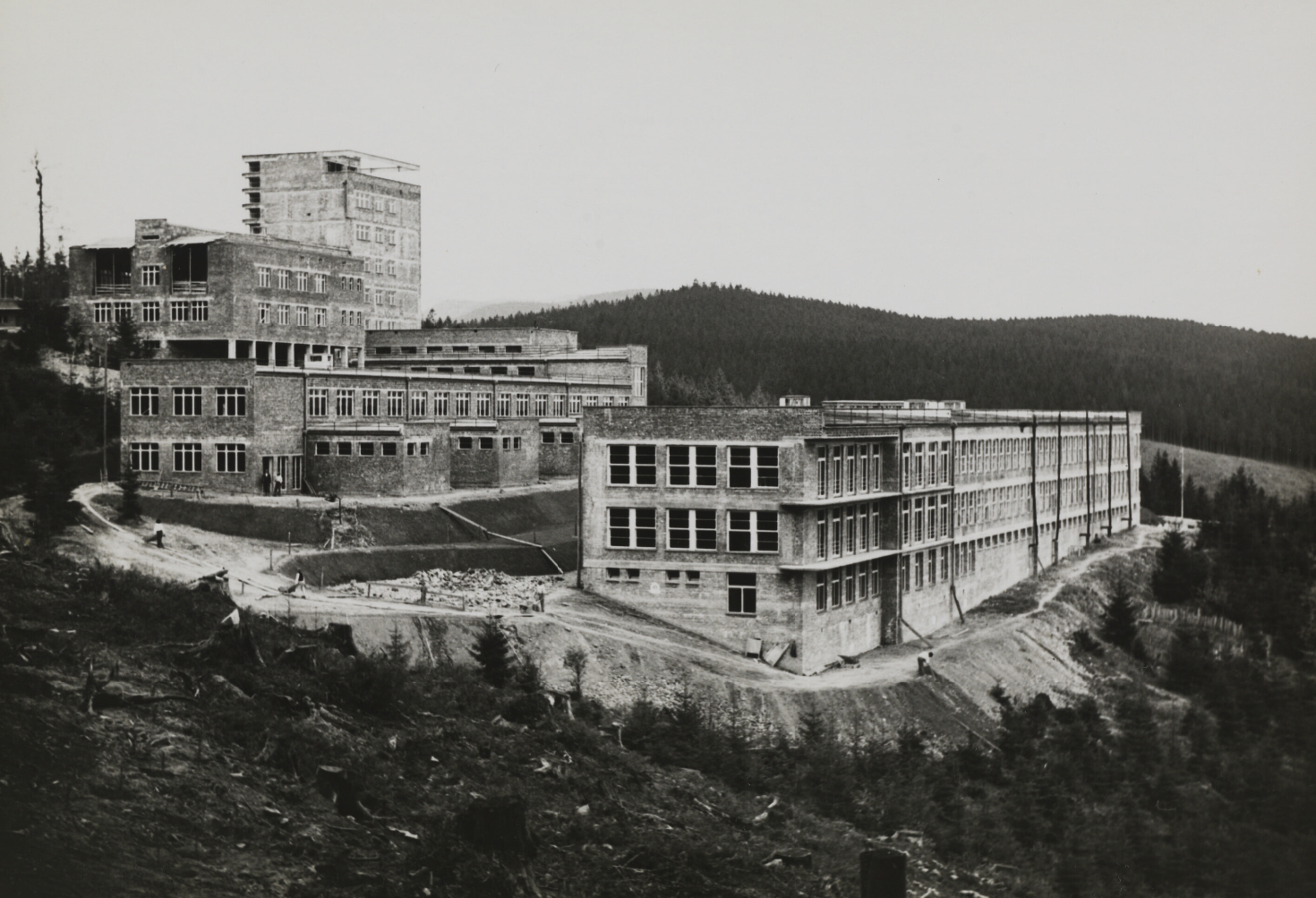
Budowa sanatorium, 1936 r.

### Architektura i wyposażenie
Na powierzchni ok. 80 tys. m² powstał zespół kilkunastu budynków o łącznej kubaturze 75 tys. m³, stanowiący interesujący przykład architektury funkcjonalistycznej. Stanowi go szereg niskich, 2-3-kondygnacyjnych, poziomych pawilonów leczniczych, kontrastujących z wysoką, 8-kondygnacyjną "wieżą", mieszczącą mieszkania dla personelu, odważnie wpisanych w pochyły stok Beskidu Śląskiego.
Zwracała w nich uwagę biel tynków, wyraźne linie rzędów dużych okien, podcięcia brył w parterach czy wgłębne tarasy z zadaszeniami, służące do leżakowania na świeżym powietrzu bez względu na pogodę. Osobnym, interesującym architektonicznie budynkiem była willa dyrektora sanatorium. Dział leczniczy obiektu posiadał m.in. sale operacyjne, laboratorium i pracownie rentgenowskie. Ponieważ sanatorium pełniło także funkcję szkoły, wyposażono je więc w sale lekcyjne, bibliotekę i czytelnię. Dział kuchenny dysponował własnym ogrodem warzywnym i szklarniami.
Funkcjonalność obiektu podnosiły zarówno istotne jak pozornie drobne, przemyślane udogodnienia skumulowane tu z myślą o specyfice chorób płucnych, ale i o  chorym, słabym dziecku: np. schody posiadały podwójne poręcze tak, by dziecko mogło sięgnąć do swojej, niższej. Dyspozycja wnętrz i zewnętrza miały maksymalnie sprzyjać procesowi leczenia. Z uwagi na łatwość zarażenia, już przy wejściu starano się zminimalizować kontakt chorych z osobami zdrowymi. Służyły temu osobne bramki i korytarze oraz pawilon izolacyjny dla ciężkich przypadków. By przeciwdziałać infekcjom kropelkowym i drażniącemu kurzowi, kontrolowano cyrkulację powietrza. Zapewniała ją możność wietrzenia na przestrzał i ażurowe balustrady tarasów. Łóżka w pokojach ustawione były w kierunku słońca, niskie parapety, sytuowane na wysokości 60 cm, dawały zwiększony dostęp światła, a ukośnie podwieszone sufity skuteczniej odbijały promienie słoneczne. „Płytkie” sale wymuszały bliskość łóżek i okien. Istotną rolę odgrywała konstrukcja samych okien, zasuwanych pionowo. Dla utrzymania higieny większość ścian do wysokości 2,20 m wyłożono płytkami ceramicznymi, a podłogi i schody - linoleum, które dodatkowo tłumiło hałas. W salach oddziału leczniczego stosowano ogrzewanie podłogowe. Celowo zrezygnowano ze szpitalnej bieli na rzecz matowych, szarych płytek ceramicznych z odcieniem niebieskawym oraz żywych, pastelowych kolorów farb. Salę jadalną można było przekształcić w kinową i widowiskową, a nawet w kaplicę, bo w zasuwanej wnęce umieszczono ołtarz.
W momencie rozpoczęcia działalności instytucja dysponowała 320 łóżkami z możliwością przyjęcia dzieci (chłopców oraz dziewczynek) w wieku od 7 do 16 roku życia. W roku 1938 łóżek było już 400. Zakład posiadał dwa oddziały obserwacyjne z 25 łóżkami i osobny pawilon zakaźny, w którym było 30 łóżek. Od roku 1937 Zakładem kierował chirurg i pulmonolog Zygmunt Dadlez. Personel sanitarny składał się z 6 lekarzy, 16 pielęgniarek oraz wychowawczyń. 1 września 1937 roku otworzono szkołę ogólnokształcącą przy sanatorium, w której zatrudniono 8 nauczycieli..